# Yancarlos Rodríguez
Yancarlos Jeferson Rodríguez Made (Las Matas de Farfán, 6 giugno 1994) è un cestista dominicano con cittadinanza italiana.

## Palmarès

### Competizioni nazionali
- Campione d'Italia Dilettanti: 1

Trapani Shark: 2023-24
- Campionato italiano di Serie A2: 1

Trapani Shark  : 2023-24
- Supercoppa LNP: 1

Trapani Shark: 2023